# RN10 (Benin)
Die RN10 ist eine Fernstraße in Benin, die in Ségbana beginnt und in Bessassi endet. Sie ist 148 Kilometer lang.
Die Fernstraße beginnt bei der Ausfahrt der RNIE7. Ein kurzes Teilstück der RN10 verläuft auf nigerianischem Territorium. Sie endet in Bessassi, ein Gebiet in der Nähe der nigerianischen Grenze.